# Acontia morides
Acontia morides är en fjärilsart som beskrevs av William Schaus 1894. Acontia morides ingår i släktet Acontia och familjen nattflyn. Inga underarter finns listade i Catalogue of Life.